# Mimosa trachycarpa
Mimosa trachycarpa är en ärtväxtart som beskrevs av George Bentham. Mimosa trachycarpa ingår i släktet mimosor, och familjen ärtväxter.

## Underarter
Arten delas in i följande underarter:
- M. t. inermis
- M. t. trachycarpa